# Triton Sports Cars
Triton Sports Cars war ein britischer Hersteller von Automobilen.

## Unternehmensgeschichte
Mark Bean gründete 2001 das Unternehmen in Northampton in der Grafschaft Northamptonshire. Er begann mit der Produktion von Automobilen und Kits. Der Markenname lautete Triton. 2003 endete die Produktion. Insgesamt entstanden über 25 Exemplare.

## Fahrzeuge
Für ein Modell ist kein Name überliefert. Dies war ein Fahrzeug im Stil des Lotus Seven. Die offene Karosserie bot Platz für zwei Personen. Viele Teile kamen von Ford. Triton fertigte zwischen 2001 und 2003 etwa 25 Fahrzeuge. Dann setzte Deanfield Motorsport die Produktion fort.
Das andere Modell war der ab 2001 erhältliche Challenger. Dieses Fahrzeug ähnelte dem Lotus Eleven, einem offenen Rennsportwagen. Ein Motorradmotor trieb die Fahrzeuge an. GTS Tuning setzte die Produktion zwischen 2005 und 2009 fort. Insgesamt entstanden etwa fünf Fahrzeuge dieses Modells bei den beiden Herstellern zusammen.